# A (Rainbow單曲)
「A」是韓國的女子組合Rainbow的第1張數位單曲。2010年8月12日由DSP Media發售。除韓語原曲，也是Rainbow於日本出道主打歌曲。與「Mach」、「Tell Me Tell Me」，至今仍然是Rainbow在現場表演的必唱作品。

## 概要
- 《A》是Rainbow第1張以數位下載的單曲，其後收錄在第二張迷你專輯《SO 女》。
- 2010年8月11日，推出首張數位單曲《A》。8月12日公開MV片段[1][2]，於8月19日的 M! Countdown作回歸舞台。
- 2010年9月，由於《A》標誌性舞蹈「露臍舞」，掀起上衣動作被電視台認為過份煽情[3]，令MV被禁播，被逼將宣傳期提早結束。[4]

## 收錄歌曲
1. A
2. A（Instrumental）

## 日語單曲
「A」（エー）是韓國的女子組合Rainbow的第1張日語單曲。2011年9月14日由Universal Music發售。

### 概要
- 《A》是Rainbow第一張數位單曲《A》的日語版本。
- 《Gossip Girl》是Rainbow第一張迷你專輯《Gossip Girl》主打曲《Gossip Girl》的日語版本
- 此單曲有3個版本，分別有「初回生產限定A盤」、「初回生產限定B盤」、「初回生產限定C盤」和「通常盤」。「初回生產限定A盤」收錄了《A》的PV和Making。
- 2011年9月14日，隨著Rainbow正式於日本出道推出。由於日本表演韓國被禁播的露臍舞後，大受歡迎[5]在9月26日於Oricon公信榜單曲每週排行榜取得第3位[6]。

### 收錄內容

#### CD
1. A
2. Gossip Girl（ゴシップガール）
3. A（Instrumental）
4. A (ORIGINAL Ver.) (初回生產限定C盤 Only)

#### DVD
1. A（Music Video）
2. A（Dance Lecture）
3. A（Dance Shot Ver.）
4. A（Off-Shot）